# Probiotikum

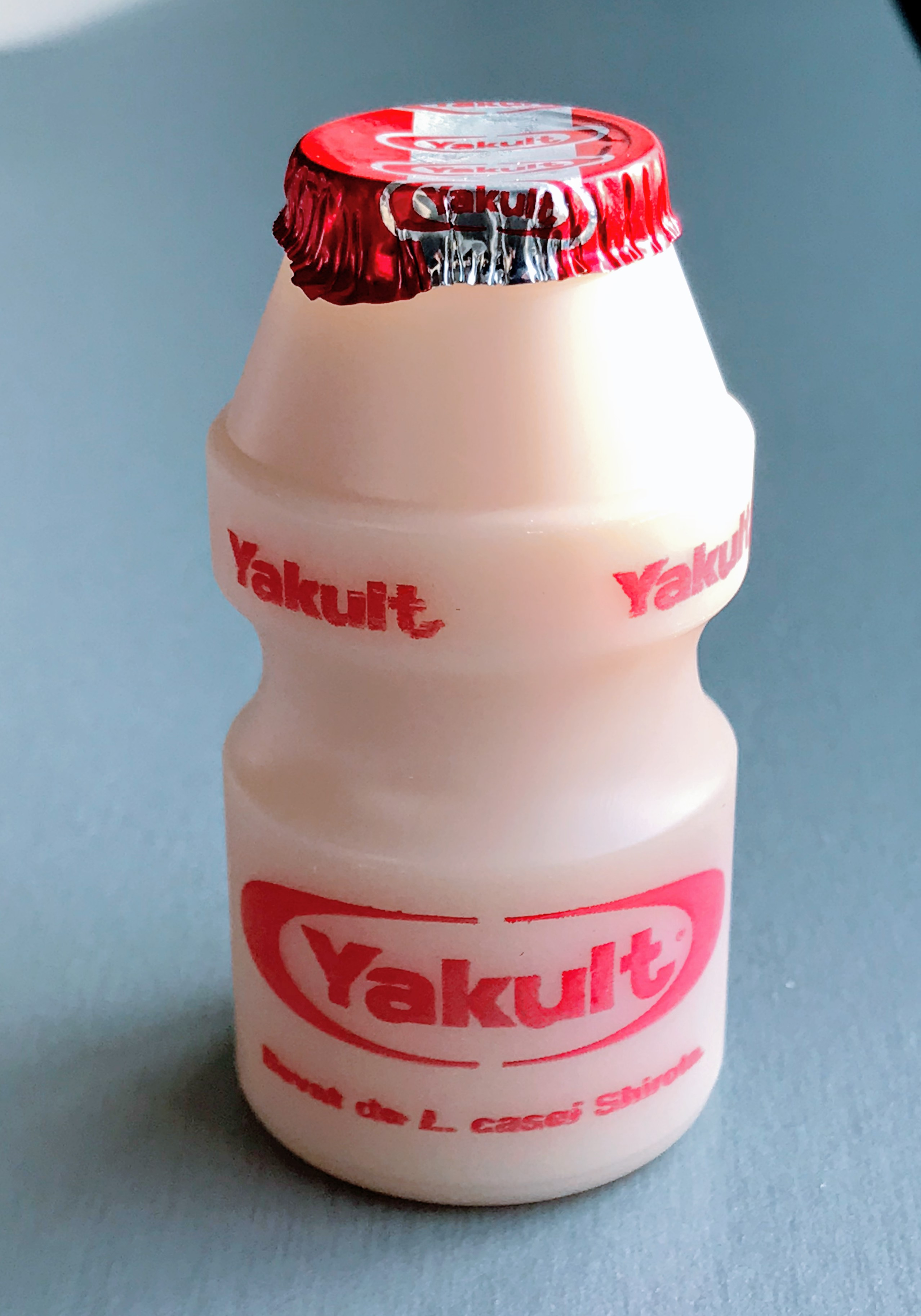
Japán édesített probiotikus tejital

A probiotikumok olyan táplálékkiegészítők, melyek élő baktériumokat tartalmaznak, és általában a normál emberi bélflóra helyreállítását célozzák különböző betegségekben vagy antibiotikumkezelés után. Hatásosságukról a mai napig nincs tudományos konszenzus: egyes szerzők szerint az alkalmazott baktérium faja mellett akár sejtvonaltól függően is változhat az élettani hatás, míg mások teljes egészében megkérdőjelezik a probiotikumok jótékony hatásait.
Leggyakrabban tejsavbaktériumokat használnak. Ezeket már régóta használják az élelmiszeriparban, mivel képesek átalakítani a cukrokat (a laktózt is) és más szénhidrátokat tejsavvá. Ez jellegzetes savanyú ízt ad az élelmiszereknek (erjesztett tejtermékek például joghurt), mivel csökkenti a pH-t, és egyes szerzők szerint ezzel gátolja a káros mikroorganizmusok szaporodását, ezzel megelőzve az emésztőrendszeri fertőzéseket. A leggyakrabban használt probiotikus baktériumok a Lactobacillus és a Bifidobacterium törzsekbe tartoznak.
A probiotikumokat főként antibiotikumkezelés mellett szokták alkalmazni (hiszen a cél az, hogy megpróbálják visszaállítani a kezelés miatt pusztuló bélflórát), ám a legtöbb esetben a kutatások nem hozták az elvárt eredményeket, és a gyógyszergyártók állításai a probiotikumok sokrétű pozitív hatásáról egyelőre nincsenek megfelelő minőségű és mennyiségű bizonyítékkal alátámasztva. 2010-ben az Egyesült Államokban az Activia és a DanActive termékek reklámkampányához kapcsolódó állításokat megtévesztő marketingnek minősítették.

## Feltételezett jótékony hatások
Azon területek, ahol eddig felmerült, hogy egyes probiotikumok alkalmazása indikált lehet:
- hasmenés kezelése[7]
- gyakori felső légúti fertőzések megelőzése[8] (míg egy másik kutatás szerint épp ellenkezőleg, a fertőzési kockázat megnövekedett a probiotikummal kezelt csoportban[9])
- tejallergia miatti ekcéma kialakulásának megelőzése[10]

## Lehetséges mellékhatások
Bár a probiotikumként használt baktériumfajokat általában biztonságosnak tartják, néha előfordul, hogy opportunista kórokozóvá válnak; ez gyakran a bélgáz felhalmozódásához, székrekedéshez vezet, de igen ritkán előfordulhat szepszis és a béltraktus iszkémiája is.

## Típusok
| Probiotikumként alkalmazott baktériumok. Forrás: | Probiotikumként alkalmazott baktériumok. Forrás: | Probiotikumként alkalmazott baktériumok. Forrás: |
| Faj, sejtvonal | Termék neve                                      | Gyártó                                           |
| --- | ------------------------------------------------ | ------------------------------------------------ |
| Bifidobacterium animalis DN 173 010 | Activia                                          | Danone                                           |
| Bifidobacterium animalis subsp. lactis BB-12 |                                                  | Chr. Hansen                                      |
| Bifidobacterium breve Yakult | Bifiene                                          | Yakult                                           |
| Bifidobacterium infantis 35624 |                                                  |                                                  |
| Bifidobacterium lactis HN019 (DR10) | Howaru™ Bifido                                   | Danisco                                          |
| Bifidobacterium longum BB536 |                                                  |                                                  |
| Escherichia coli Nissle 1917 |                                                  |                                                  |
| Lactobacillus acidophilus LA-5 |                                                  | Chr. Hansen                                      |
| Lactobacillus acidophilus NCFM |                                                  | Rhodia Inc.                                      |
| Lactobacillus casei v. rhamnosus Doderlein | Gynophilus                                       | Vitaminkosár                                     |
| Lactobacillus casei DN114-001 |                                                  |                                                  |
| Lactobacillus casei CRL431 |                                                  | Chr. Hansen                                      |
| Lactobacillus casei F19 | Cultura                                          | Arla Foods                                       |
| Lactobacillus casei Shirota | Yakult                                           | Yakult                                           |
| Lactobacillus casei immunitass | Actimel                                          | Danone                                           |
| Lactobacillus johnsonnii La1 (= Lactobacillus LC1) |                                                  | Nestlé                                           |
| Lactobacillus plantarum 299V | ProViva                                          | Probi                                            |
| Lactobacillus reuteri ATTC 55730 |                                                  | BioGaia Biologics                                |
| Lactobacillus reuteri SD2112 |                                                  |                                                  |
| Lactobacillus rhamnosus ATCC 53013 (felfedezve Gorbach és Goldin által)                                                                                       | LGG, Gefilus, Vifit és mások                     | Valio                                            |
| Lactobacillus rhamnosus LB21 | Verum                                            | Norrmejerier                                     |
| Lactobacillus salivarius UCC118 |                                                  |                                                  |
| Lactococcus lactis L1A | Verum                                            | Norrmejerier                                     |
| Saccharomyces cerevisiae (boulardii) lyo | DiarSafe és mások                                | Wren Laboratories és mások                       |
| Streptococcus salivarius ssp thermophilus |                                                  |                                                  |
| keverékként vizsgálva: Lactobacillus rhamnosus GR-1 és Lactobacillus reuteri RC-14                                                                            |                                                  | Chr. Hansen                                      |
| keverékként vizsgálva':' VSL#3 (8 törzs Streptococcus thermophilus, négy Lactobacillus spp és három Bifidobacterium spp törzs keveréke)                       |                                                  |                                                  |
| keverékként vizsgálva':' Lactobacillus acidophilus CUL60 és Bifidobacterium bifidum CUL 20                                                                    |                                                  |                                                  |
| keverékként vizsgálva':' Lactobacillus helveticus R0052 és Lactobacillus rhamnosus R0011                                                                      | A'Biotica és mások                               | Institut Rosell                                  |
| Bifidobacterium longum, BB536®; Bifidobacterium breve, M16V®; Bifidobacterium lactis, BB-12®; Lactobacillus rhamnosus, GG®; Streptococcus thermophilus, TH-4® | Pro+kid                                          | Bonolact                                         |

Tejtermékekben, joghurtokban gyakran előforduló baktériumok probiotikus hatás nélkül: 
- Lactobacillus bulgaricus
- Streptococcus thermophilus
- Bacillus coagulans
- Lactobacillus bifidus (Bifidobacterium)